# Stenochironomus crusanticus
Stenochironomus crusanticus är en tvåvingeart som beskrevs av Art Borkent 1984. Stenochironomus crusanticus ingår i släktet Stenochironomus och familjen fjädermyggor. Inga underarter finns listade i Catalogue of Life.